# Copa de baloncesto de Kazajstán
Copa de Baloncesto de Kazajistán ( Кубка Казахстана по баскетболу ) es la competencia nacional de copa de baloncesto profesional masculino de Kazajistán. Es organizada por la Federación de Baloncesto de Kazajistán. Su denominación oficial es: Кубка Республика Казахстан по баскетболу среди мужских команд (Kubka Respublika Kazajstan no basketbolu sredi muzhskij komand, en ruso), Copa de Baloncesto de la República de Kazajistán para equipos masculinos.

## Formato
La copa se ha jugado alternativamente en dos formatos diferentes: 
Un formato de todos contra todos, donde cada equipo juega contra los demás en el torneo una vez, y el equipo con mejor puntaje tras los partidos es declarado ganador.
Un formato de eliminación directa, los equipos se separan en dos grupos (generalmente de tres equipos), donde todos los equipos de un grupo juegan entre sí. Los últimos equipos clasificados en cada grupo luego juegan por el quinto lugar, mientras que los respectivos primeros y segundos equipos compiten en las semifinales, y los ganadores pasan a la final, todos los juegos individuales.
El torneo de copa es usualmente utilizado para dar apertura a la temporada. Sin embargo, desde la edición de 2012 se cambió más cerca del final de la temporada (febrero-marzo), lo que dio lugar a inconsistencias, como que BC Astana ganase la copa dos veces en la temporada 2011-12.
En la edición 2015, a los equipos solo se les permitió alinear jugadores de Kazajstán, sin posibilidad de inscribir jugadores extranjeros para la competición.
A partir de 2022, la copa volvió al formato de todos contra todos.

## Historial
| Edición | Campeón        | Marcador | Finalista        | Ciudad anfitriona |
| ------- | -------------- | -------- | ---------------- | ----------------- |
| 2003    | Otrar Almatý   | N / A    | Tobol Kostanay   | Almatý            |
| 2004    | Astana Tigers  | 96 – 75  | Barys Petropavl  | Almatý            |
| 2005    | Tobol Kostanay | N / A    | Tigres de Astaná | Almatý            |
| 2006    | Astana Tigers  | 74 – 54  | Tobol Kostanay   | Almatý            |
| 2007    | Saba Battery   | 79 – 60  | Tigres de Astaná | Almatý            |
| 2008    | Astana Tigers  | 94 – 88  | Tobol Kostanay   | Kostanay          |
| 2009    | Barsy Atyrau   | 66 – 65  | Tobol Kostanay   | Kostanay          |
| 2010    | Astana Tigers  | 64 – 63  | Barsy Atirau     | Atirau            |
| 2011    | BC Astaná      | liga     | Barsy Atirau     | Astaná            |
| 2012    | BC Astaná      | liga     | Tobol Kostanay   | Almatý            |
| 2013    | BC Astaná      | liga     | Barsy Atirau     | Atirau            |
| 2014    | BC Astaná      | 88 – 76  | PBC Kapchagay    | Astaná            |
| 2015    | Almaty Legion  | 90 – 86  | Tobol Kostanay   | Almatý            |
| 2016    | Almaty Legion  | 89 – 87  | PBC Kapchagay    | Almatý            |
| 2017    | BC Astaná      | 66 – 46  | Barsy Atirau     | Atirau            |
| 2018    | BC Astaná      | 72 – 61  | Barsy Atirau     | Atirau            |
| 2019    | BC Astaná      |          | Tobol Kostanay   | Almatý            |
| 2020    | BC Astaná      | 102–66   | Tobol Kostanay   | Nur-Sultán        |
| 2021    | BC Astaná      | 92–66    | Tobol Kostanay   | Shchuchinsk       |
| 2022    | Barsy Atirau   | liga     | Tobol Kostanay   | Almatý            |

## Equipo ideal
Tras finalizar cada edición, la federación selecciona a los mejores jugadores por posición, nombrando al equipo ideal de cada torneo.
| Edición | Punto de guardia             | Escolta                     | Delantero pequeño                | ala-pívot                     | Centro                        |
| ------- | ---------------------------- | --------------------------- | -------------------------------- | ----------------------------- | ----------------------------- |
| 2013    | Reinis Strupovics ( Aktau )  | Branko Cvetković ( Astaná ) | Dmitri Diatlovsky ( Atyrau )     | Anton Ponomarev ( Astaná )    | David Simón ( Astaná )        |
| 2014    | Jerry Johnson ( Astaná )     | Jānis Blūms ( Astaná )      | Edgaras Zelionis ( Atyrau )      | Pat Calathes ( Astaná )       | Dmitri Sviridov ( Kapchagay ) |
| 2015    | Berik Ismailov ( Kapchagay ) | Yuriy Kozhanov ( Almaty )   | Nikolái Bazhin ( Kostanay )      | Dmitri Gavrilov ( Kapchagay ) | Vsevolod Fadeikin ( Almaty )  |
| 2016    | Shaim Kuanov ( Kostanay )    | Yuriy Kozhanov ( Almaty )   | Konstantin Dvirnyi ( Kapchagay ) | Anton Bykov ( Kapchagay )     | Mijaíl Evstigneev ( Atyrau )  |
| 2017    | Rustem Murzagaliev           | Rustam Ergali               | Pavel Ilin                       | Antón Ponomarev               | Vsévolod Fadeikin             |